# Kronet Til Konge
| Recensione | Giudizio |
| ---------- | -------- |
| AllMusic   |          |

Kronet Til Konge è il primo album in studio del gruppo musicale norvegese Dødheimsgard, pubblicato nel 1995.

## Tracce
1. Intro – 1:00
2. Å slakte Gud – 6:09
3. En krig å seire – 4:58
4. Jesu blod – 4:51
5. Midnattskogens sorte kjerne – 6:47
6. Kuldeblest over evig isøde – 4:13
7. Kronet til konge – 4:35
8. Mournful, Yet and Forever – 7:05
9. Når vi har dolket guds hjerte – 4:47
10. Starcave, Depths and Chained – 3:41
11. When Heavens End – 5:18
12. Outro – 0:44

## Formazione
- Aldrahn – voce, chitarra
- Vicotnik – batteria
- Fenriz – basso, tastiere